# Мадагаскарский тетеревятник
Мадагаскарский тетеревятник (лат. Astur henstii) — вид хищных птиц из семейства ястребиных (Accipitridae). Подвидов не выделяют. Эндемик Мадагаскара. Ранее данный вид помещали в род Accipiter. Молекулярно-филогенетические исследования показали, что род Accipiter является полифилетическим, и в результате последующей ревизии были созданы монофилетические роды, в один из которых и был включён данный вид. Видовое название дано в честь голландского коллектора на Мадагаскаре Ван дер Хенста (van der Henst).

## Описание
Мадагаскарский тетеревятник достигает длины 52—62 см; размах крыльев 86—100 см. Самцы весят около 609 г, самки намного тяжелее и весят от 960 до 1140 г. У взрослых особей обоих полов верхняя сторона тела коричневато-серая, нижняя сторона тела и подхвостье густо испещрены серовато-коричневыми и белыми полосками. Над глазом отчетливо видна бледная полоса. Клюв чёрный с голубоватым основанием, восковица голубоватая, ближе к ноздрям становится желтоватой. Радужная оболочка жёлтая, ноги жёлтые или зеленовато-жёлтые. Взрослые самки крупнее самцов (длина крыла у самок 317—320 мм, а у самцов 279—283 мм) и имеют более заметные полосы на подхвостье и нижней стороне маховых крыльев. 
Молодые особи сверху тёмно-коричневые с коричневатыми прожилками на макушке и задней части шеи, на остальной части тела перья со светло-коричневой окантовкой, хвост с черновато-коричневыми и бледно-коричневыми полосками и охристо-белым кончиком. Подбородок и горло охристо-белые с узкими тёмно-коричневыми прожилками. Грудь коричневатая с яркими пятнами. Нижняя часть тела беловатая с крупными коричневыми пятнами. 
Мадагаскарские тетеревятники довольно молчаливые птицы вне сезона размножения, но шумные вблизи гнёзда. Издают звуки как с присады, так и в полёте. Голос — громкий, быстрый, пронзительный «peer...», который длится около одной секунды и повторяется каждые 2—10 секунд; иногда переходит в «peer-peer-peer-peer-peer...» длительностью 3—20 секунд.

## Распространение и места обитания
Мадагаскарский тетеревятник является эндемиком Мадагаскара. На востоке острова обитает в первичных тропических лесах, а на западе — в сухих лесах. Иногда во вторичных лесах, а также на эвкалиптовых плантациях. Встречается, как правило, на высоте ниже 1000 м над уровнем моря (в исключительных случаях до 1980 м).

## Биология
Мадагаскарский тетеревятник много времени проводит, сидя в укрытии; в основном охотится с присады, но также может быстро летать среди деревьев. Добычу (в зависимости от размера) убивает на земле или поднимает на ветку, самую крупную добычу перед транспортировкой в гнездо обезглавливает. 
В состав рациона входят крупные лесные птицы, некоторые виды домашней птицы и мелкие млекопитающие, например, крысы, малая цивета (Viverricula indica) и несколько видов лемуров. Исследования в 1995-1997 гг. на полуострове Масуала в северо-восточной части Мадагаскара выявили, что 77% от общего числа выявленных объектов добычи составляли птицы (например, обыкновенная цесарка (Numida meleagris), голубая мадагаскарская кукушка (Coua caerulea), краснорудая мадагаскарская кукушка (Coua serriana), мадагаскарская горлица (Nesoenas picturatus) и мадагаскарская шпорцевая кукушка (Centropus toulou)), а также  млекопитающие, в том числе большой ежовый тенрек (Setifer setosus) и 25 видов лемуров (например, белолобый лемур (Eulemur albifrons), восточный шерстистый лемур (Avahi laniger) и мелкозубый лемур (Lepilemur microdon)). Были выражены сезонные и половые различия в выборе добычи: самцы добывали в основном птиц и лемуров только мелких и средних размеров (до 1 кг), в то время как самки добывали самых крупных лемуров (весом 2,5-3 кг). При выкармливании птенцов в гнездо приносли почти исключительно лемуров. Кроме того, в среднегорных тропических лесах в состав рациона входили лемуры, птицы и небольшое количество рептилий. Самой крупной добычей были лемур вари (Varecia variegata) и чубатый ибис (Lophotibis cristata).
Сезон размножения начинается в июле с занятия гнездовой территории и спаривания. Кладка зафиксирована в сентябре—октябре. Большое гнездо размером 100х100 см, сооружается преимущественно самцом из веток и палок; лоток выстилается зелёными листьями. Гнездо размещается в главной развилке большого дерева на высоте 12—22 м от земли; может повторно использоваться в следующем сезоне размножения. Разные пары тетеревятников обычно гнездятся на расстоянии 7—12 км друг от друга. В кладке 2—3 белых яйца размером 57-60 мм х 41,2-42,7 мм. Насиживает кладку в основном самка (80% времени); самец в это время доставляет корм для самки. Инкубационный период составляет 39—40 дней. Птенцы оперяются через 43—47 дней, но остаются в пределах 100 м от гнезда до 70 дней; становятся полностью самостоятельными примерно через 90 дней.